# Full-adder
| An | Bn | Cn-1 | Sn | Cn |
| -- | -- | ---- | -- | -- |
| 0  | 0  | 0    | 0  | 0  |
| 0  | 0  | 1    | 1  | 0  |
| 0  | 1  | 0    | 1  | 0  |
| 0  | 1  | 1    | 0  | 1  |
| 1  | 0  | 0    | 1  | 0  |
| 1  | 0  | 1    | 0  | 1  |
| 1  | 1  | 0    | 0  | 1  |
| 1  | 1  | 1    | 1  | 1  |

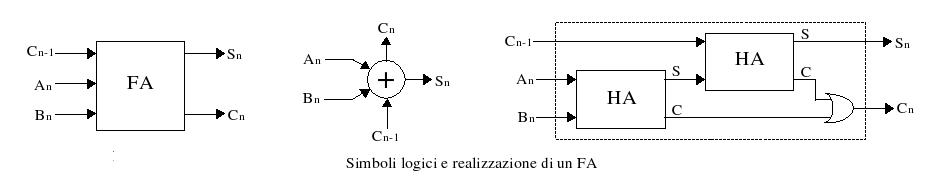
Schema circuitale di un full-adder

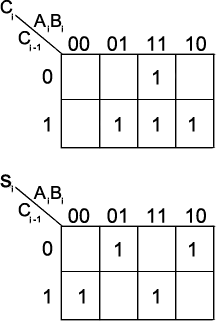
Mappe di Karnaugh del carry out e della somma parziale

Il full-adder o sommatore completo è un circuito logico caratterizzato da tre ingressi e due uscite. La sua funzionalità è quella di eseguire una somma tra due numeri espressi in formato binario con lunghezza di parola a un bit. È un componente fondamentale dell'elettronica digitale perché, connesso opportunamente con altri full-adder e porte logiche può dare luogo alle unità di elaborazione ALU (Arithmetic Logic Unit) dei processori. I full-adder sono le fondamenta su cui è basata la costruzione di semplici calcolatrici.  Il full-adder è costituito dall'insieme di due half-adder e una porta logica OR, opportunamente collegati (Figura a destra).
In logica binaria esegue questa semplice operazione:
A + B + Ci = S + Co
dove A e B sono gli operandi, Ci il riporto (C → carry ) in ingresso della precedente somma e S e Co sono la somma e il riporto di uscita. Ogni variabile è un bit (0 oppure 1)
In ingresso sono inseriti i due bit da sommare e l'eventuale bit di riporto;
in uscita vengono forniti la somma ed il riporto.
Ad esempio, se diamo in ingresso i valori 1 1 0 (1° numero, 2° numero, riporto), il componente restituirà il valore 0 con riporto 1 (corrispondente al valore 10 in base binaria).

## Full-adder a "n" bit
La struttura col riporto in ingresso esiste per poter eventualmente collegare un numero "n" full-adder in cascata per poter ottenere Full-adder a "n" bit.

Esempio di 4 full-adder in cascata, per sommare due parole da 4 bit

Ottimizzazioni come Kogge-Stone utilizzano strategie di predizione del riporto per ridurre la latenza al costo di occupare maggiore area.